# Ameripathes pseudomyriophylla
Ameripathes pseudomyriophylla (лат.) — вид шестилучевых кораллов, единственный в составе рода Ameripathes и семейства Ameripathidae из отряда чёрных шипастых кораллов (Cnidaria: Anthozoa: Antipatharia). Карибское море и Мексиканский залив на глубинах 54—532 м.

## Описание
Голотип (USNM 1689129) представляет собой 19-сантиметровый отрезок ветви из колонии высотой ~ 0,75 м. Полипы белого цвета, как in situ, так и в законсервированном состоянии. Тело ветвистое и перистое. Первичные пиннулы расположены двусторонне и поочерёдно, вторичные пиннулы расположены односторонне. Шипы до 0,06 мм высотой, конические, слегка сжатые сбоку с округлой вершиной, гладкие или с бугорками. Щупальца субравные, сагиттальные расположены ниже латеральных, ротовой конус приподнятый.
Семейство Ameripathidae напоминает Myriopathidae и Stylopathidae по морфологии полипов и щупалец, а также по перистому ветвлению кораллума. Филогенетический анализ с использованием геномного набора данных из 741 локуса консервативных элементов показывает, что новое семейство является сестринским таксоном для клады, содержащей Myriopathidae, Stylopathidae, Antipathidae и Aphanipathidae.

## Этимология
Название вида Ameripathes pseudomyriophylla происходит от слов pseudo (ложный) и myriophylla, что связано с очень похожим внешним видом на виды рода Myriopathes, причем M. myriophylla является типовым видом этого рода. В соответствии со статьей 11.3 Международного кодекса зоологической номенклатуры название рода Ameripathes можно считать произвольным сочетанием букв; однако оно свободно образовано от «americana» в связи с тем, что ранее этот новый таксон путали с видом Antipathes americana Duchassaing и Michellotti, 1860, а также общепринятого суффикса -pathes.